# Кадне
Кадне́ (фр. Cadenet) — коммуна во французском департаменте Воклюз региона Прованс — Альпы — Лазурный Берег. Является центральной коммуной одноимённого кантона.

## Географическое положение
Кадне расположен в 55 км к юго-востоку от Авиньона. Соседние коммуны: Лурмарен на севере, Кюкюрон на северо-востоке, Ансуи на востоке, Вильлор на юго-востоке, Ла-Рок-д'Антерон на юго-западе, Лори и Пюйвер на северо-западе.

### Гидрография
По южной границе коммуны протекает Дюранс. Кроме этого, территорию коммуны пересекает его приток Эг-Брэн.

## Демография
Население коммуны на 2010 год составляло 4085 человек.
| 1962 | 1968 | 1975 | 1982 | 1990 | 1999 | 2010 |
| ---- | ---- | ---- | ---- | ---- | ---- | ---- |
| 2409 | 2401 | 2483 | 2640 | 3232 | 3878 | 4085 |

## Достопримечательности
- Развалины замка.
- Беффруа, сооружён в 1879 году, заменив бывший романский беффруа 1500 года.
- Церковь Сент-Этьен, сооружена в XII—XVI веках.
- Первобытное жилище в верхнем городе. В XVI веке здесь было убежище местного племени Водуа. Жилище было занято до 1960 года.
- Часовня Нотр-Дам-дез-Анж.
- Многочисленные фонтаны и лавуары.
- Памятник трубадуру Арколя Андре Эстьенна, в бронзе (скульптор Жан Барнабе Ами, 1894 год).
- Часовня Коллонь.
- Музей лозоплетения.
- Подвесной мост, 1837 год.

## Известные уроженцы
- Эстьен, Андре (1777—1837), аркольский барабанщик (51-й полубригады, уч. сражения на Аркольском мосту во время Ит. похода Бонапарта в 1796.
- Кадене (1160—??) — трубадур.
- Фелисьен Сезар Давид (1810—1876) — французский композитор.